# 巴倫圖
巴倫圖是非洲東北部國家厄立特里亞的城鎮，也是加什-巴爾卡區的首府，位於該國西南部，處於阿科達特以南，距離與埃塞俄比亞接壤邊境30公里，是採礦和農業中心，2005年人口約21,000。

## 外部連結
- MSN Map = elevation = 1032m[永久]

15°07′N 37°36′E / 15.117°N 37.600°E